# Adrama austeni
Adrama austeni es una especie de mosca del género Adrama, de la familia Tephritidae, orden Diptera. Fue descrita por Hendel en 1912.
Cuenta con un cuerpo alargado, normalmente es de color negro con algunas manchas amarillas. Se distribuye por Asia: India y Sri Lanka.